# Halte... Police !
Pour plus de détails, voir Fiche technique et Distribution.
Halte... Police ! est un film français réalisé par Jacques Séverac, sorti en 1948.

## Fiche technique
- Titre : Halte... Police !
- Réalisation : Jacques Séverac
- Scénario : Cheignot, d'après le roman de Jacques Barsac
- Photographie : Pierre Levent
- Son : Lucien Lacharmoise
- Décors : Maurice Bernard
- Musique : Alain Romans
- Montage : Monique Lacombe
- Société de production : Athena Films
- Pays d'origine :  France
- Format : Noir et blanc - 35 mm - Son mono
- Genre : Policier
- Durée : 80 minutes
- Date de sortie : 
  - France, 9 juillet 1948

## Distribution
- Roland Toutain : François
- Suzy Carrier : Nicole
- Robert Moncade : Guy
- Pierre Juvenet : le commissaire principal
- Manuel Gary : Hardouin
- Hennery : Fournier
- Solange Turenne : la secrétaire
- Fernand Flament : un inspecteur